# Agnes von Leiningen

Das Wappen der Grafen von Leiningen

Agnes von Leiningen († nach Dezember 1299) war eine Gräfin aus dem Haus Leiningen und durch Ehe Gräfin von Nassau. Für ihren jüngsten Sohn war sie wahrscheinlich einige Zeit Regentin der Grafschaft Nassau. Sie ist Stammmutter der Ottonischen Linie des Hauses Nassau und eine direkte Vorfahrin der Könige der Niederlande.

## Leben
Agnes war eine Tochter des Grafen Emich IV. von Leiningen und Elisabeth. Sie heiratete vor 1265 Graf Otto I. von Nassau († zwischen 3. Mai 1289 und 19. März 1290). Ihr Ehemann hatte die Grafschaft Nassau am 16. Dezember 1255 mit seinem älteren Bruder Walram II. geteilt, wobei Otto das Gebiet nördlich der Lahn – unter anderem bestehend aus Siegen, Dillenburg, Herborn, Tringenstein, Neukirch und Emmerichenhain – erhalten hatte.

Aus dieser Ehe gingen hervor:
1. Heinrich (* um 1270; † zwischen 13. Juli und 14. August 1343), Nachfolger seines Vaters, wurde 1303 Graf von Nassau-Siegen.
2. Mathilda († vor 28. Oktober 1319), ⚭ um 1289 Gerhard von Schöneck († 1317).[3]
3. Emich († 7. Juni 1334), Nachfolger seines Vaters, wurde 1303 Graf von Nassau-Hadamar.
4. Otto († 3. September 1302), war Domherr zu Worms 1294.[1]
5. Johann (†  bei Hermannstein, 10. August 1328), Nachfolger seines Vaters, wurde 1303 Graf von Nassau-Dillenburg.
6. Gertrud († 19. September 1359), war Äbtissin von Kloster Altenberg.[1][3]

ʻOttho comes de Nassawen … cum uxore nostra Agnete nec non Henrico nostro primogenitoʼ bestätigten die Spende von ʻbonorum in Hasilbach et Aldindorphʼ an Kloster Altenberg bei Wetzlar durch ʻmatrem nostram Methildim comitissam bone mem … cum sorore nostra Katherina ibidem locataʼ in einer Urkunde vom 3. Mai 1289. Dies ist die letzte Erwähnung von Otto, in einer Urkunde vom 19. März 1290 gilt er als verstorben.
Nach dem Tod ihres Mannes regierte Agnes mit ihren Söhnen. Das kann nur bedeuten, dass sie als Regentin für ihre jüngeren Söhne fungierte, die beiden ältesten waren beim Tod ihres Vaters schon volljährig. Über ihre Regentschaft ist nichts anderes bekannt.
Agnes erhielt 1298 vom Wormser Bischof Emich I. die Erlaubnis, in Worms-Abenheim ein Kloster zu gründen, als dessen Rest man die heutige Klausenbergkapelle vermutet. Sie war eine Großcousine des Bischofs. 1299 bestätigte sie mit ihren Söhnen Heinrich und Emich diese Stiftung.
ʻAgnes relicta quondam … dni Ottonis … comitis de Nassaweʼ spendete Besitzungen ʻin Herberinʼ an Kloster Altenberg ʻet … sororie nostre Dne Katerine et filie nostre Gertrudisʼ, mit Genehmigung von ʻnostrorum filiorum … Henrici, Emiconis militum, Ottonis et Iohannis clericorumʼ, in einer Urkunde vom Dezember 1299. Dies ist die letzte Erwähnung von Agnes in einer Urkunde. Wann sie starb, ist unbekannt. Sie war bereits gestorben, als ihre Söhne 1303 nach langem Streit die Grafschaft Nassau teilten. Agnes wurde im Kloster Altenberg beigesetzt.

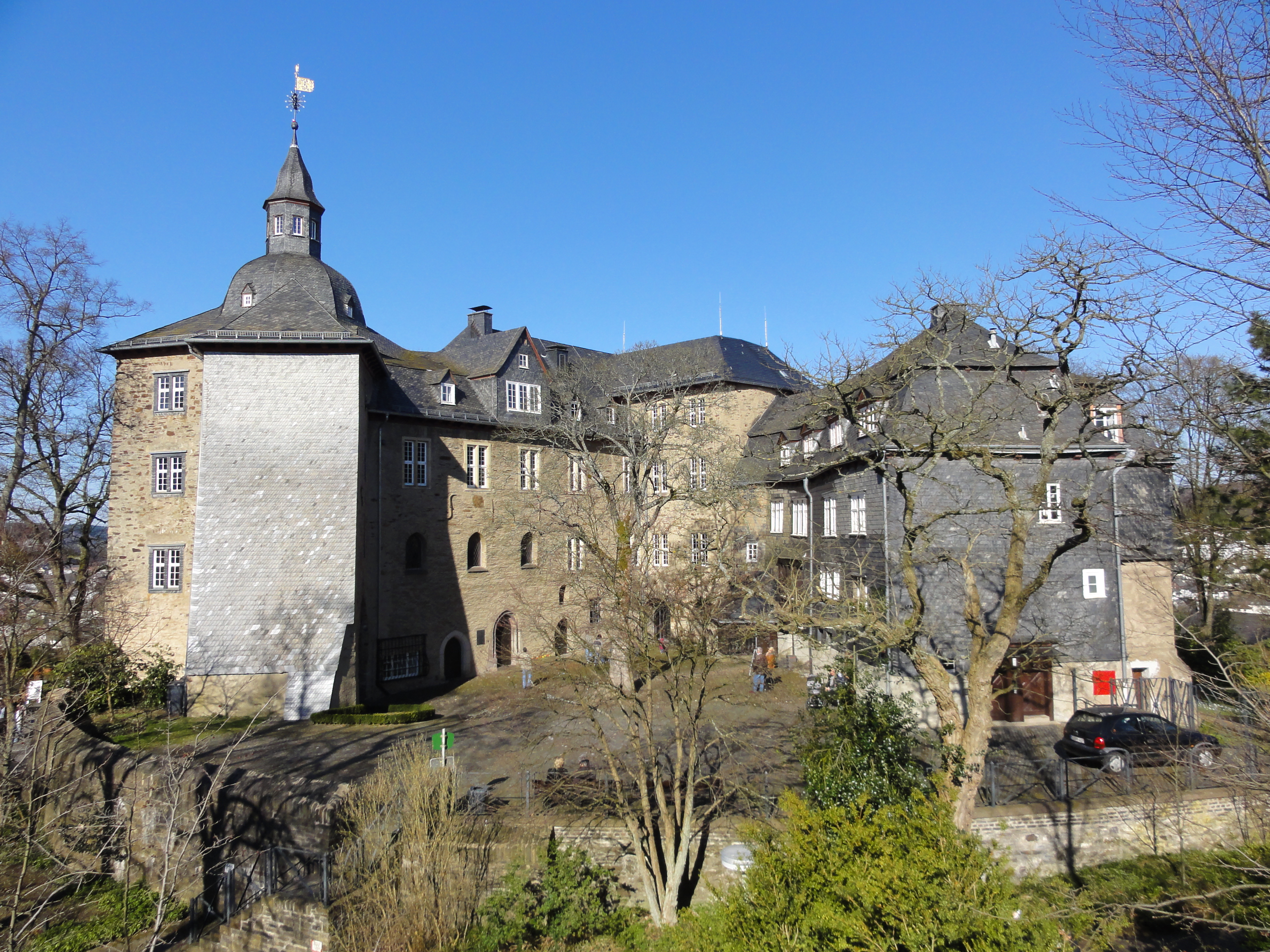
Sloss Siegen
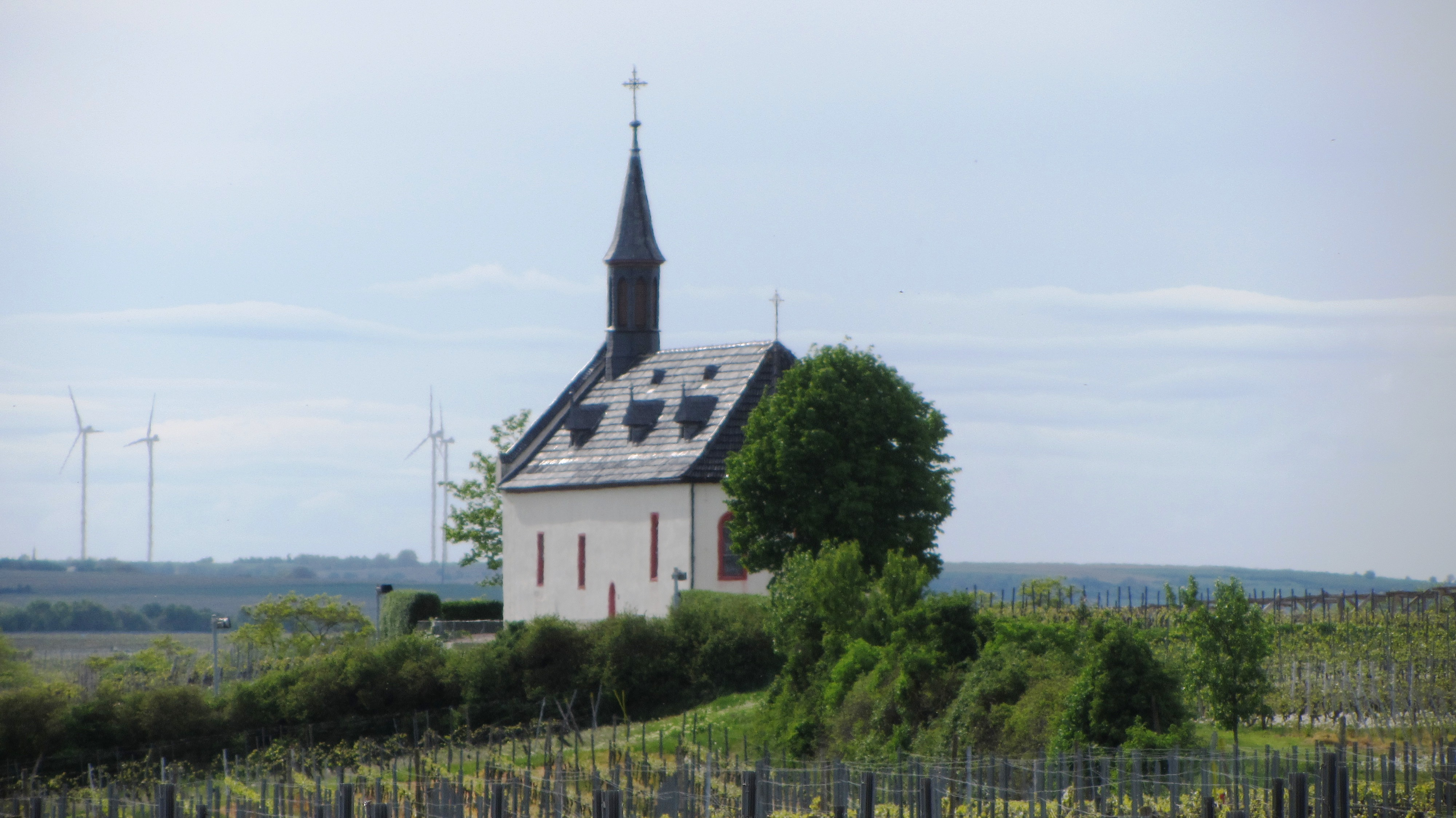
Die Klausenbergkapelle
- Kloster Altenberg